# Joel Moore (Basketballspieler)
Joel Moore (* 18. September 1964 in London) ist ein ehemaliger britischer Basketballspieler.

## Laufbahn
Moore spielte als Jugendlicher beim Crystal Palace Basketball Club. Eigener Angabe nach erzielte er in einem Schülerspiel 92 Punkte. Als Jugendlicher wurden US-Hochschulen auf Moore aufmerksam. 1984 gab Moore dem Marist College (US-Bundesstaat New York) seine Zusage, entschloss sich aber dann, stattdessen ans North Idaho College zu wechseln. Dort gehörte der Deutsche Sven Meyer zu seinen Mannschaftskameraden. Moore wechselte aber noch vor dem Saisonbeginn an eine Hochschule nach Kalifornien, erhielt aufgrund des Wechsels aber keine Spielberechtigung. Im Januar 1985 kehrte er in sein Heimatland zurück.
Von 1985 bis 1987 war der 1,90 Meter große Aufbauspieler Mitglied von Portsmouth FC in der englischen Liga NBL. Im ersten Spieljahr der British Basketball League (BBL) (1987/88) gehörte er den Kingston Kings an. 1988/89 spielte Moore bei den Glasgow Rocks, 1989/90 wieder in Kingston. Mit Kingston gewann er 1989/90 den Meistertitel, den Pokalwettbewerb sowie den Wettbewerb BBL Trophy. In der Saison 1990/91 trumpfte Moore in der BBL als Spieler der Hemel Royals mit 24,4 Punkten je Begegnung auf.
Anschließend wechselte er in die deutsche Basketball-Bundesliga und stand in der Saison 1991/92 bei der BG Stuttgart/Ludwigsburg unter Vertrag, mit der er die Hauptrunde in der Südstaffel als Tabellenführer abschloss, ins Bundesliga-Halbfinale vorstieß und dort gegen Alba Berlin verlor. Im DBB-Pokal erreichte er mit der Mannschaft das Endspiel, dort unterlag man TTL Bamberg. Zudem trat er mit Stuttgart/Ludwigsburg im europäischen Vereinswettbewerb Korać-Cup an. Er war dort Mannschaftskollege seines Landsmann Steve Bucknall.
Moore kehrte nach England zurück, spielte ab 1992 bei den London Towers. In der Saison 1992/93 erzielte er in der BBL 20,5 Punkte, 3,5 Rebounds sowie 3,1 Korbvorlagen pro Begegnung und wurde in die Mannschaft des Jahres berufen. Im Laufe der Saison 1995/96 wechselte er von London zu den Manchester Giants, in seiner letzten Spielzeit als Berufsbasketballspieler stand Moore 1996/97 bei der BBL-Mannschaft Newcastle Eagles unter Vertrag. Er trat aus Verletzungsgründen zurück. In den 1990er Jahren arbeitete Moore mit Adidas zusammen und wurde eines der Aushängeschilder der Streetball-Werbung des Sportartikelherstellers.

### Nationalmannschaft
Moore nahm mit der britischen Nationalmannschaft zweimal an Ausscheidungsturnieren für Olympische Spiele teil: 1988 unter Trainer Joe Whelton und 1992 unter Trainer Kevin Cadle. Neben 28 Länderspielen für die britische bestritt Moore 43 Länderspiele für die englische Nationalmannschaft. Teils fungierte er als Spielführer der Auswahl.

## Trainer
Moore arbeitete in seinem Heimatland jahrelang als Trainer im Nachwuchsbereich und auf Hochschulebene. Unter anderem war er Trainer der Mannschaft des Corelli College. 2011 war er Mitgründer einer Basketballakademie in London-Greenwich. Er leitete die Halley Basketball Academy in London und arbeitete teils auch für den englischen Basketballverband. Im Frühjahr 2020 wechselte er zu den Cuxhaven Baskets nach Deutschland und trat dort eine Stelle mit insbesondere Trainer- und Führungsaufgaben in der Jugendarbeit an. Mitte Oktober 2021 wurde Moore Cheftrainer von Cuxhavens Herrenmannschaft in der 1. Regionalliga. Im Dezember 2021 wechselte Moore zu den Eisbären Bremerhaven und wurde dort als Jugendtrainer tätig.